# Зорана Мићановић
Зорана Мићановић (Шабац, 17. април 2005) српска је певачица.

## Биографија
Истакла се учешћем у четрнаестој сезони певачког такмичења Звезде Гранда. Њена прва песма Сиктер, коју је за њу написао Александар Милић, остварила је велики успех. Популарне су њене обраде старих народних песама за ОТВ Валентино.

## Дискографија

### Синглови
- Сиктер (2021)[3]
- Поноћ (2021) са Стеваном Анђелковићем, обрада саундтрака из филма Тома
- Пољуби ме кад сам пијана (2022)
- Променада (2023)
- Црна мачка (2023)[4]
- Глумица (2023)
- Намерно (2024) дует са Ем-си Стојаном
- Црни шећер (2024) дует са Бресквицом
- Дошло време (2024)
- Доручак (2025)